# Burg Münzenberg

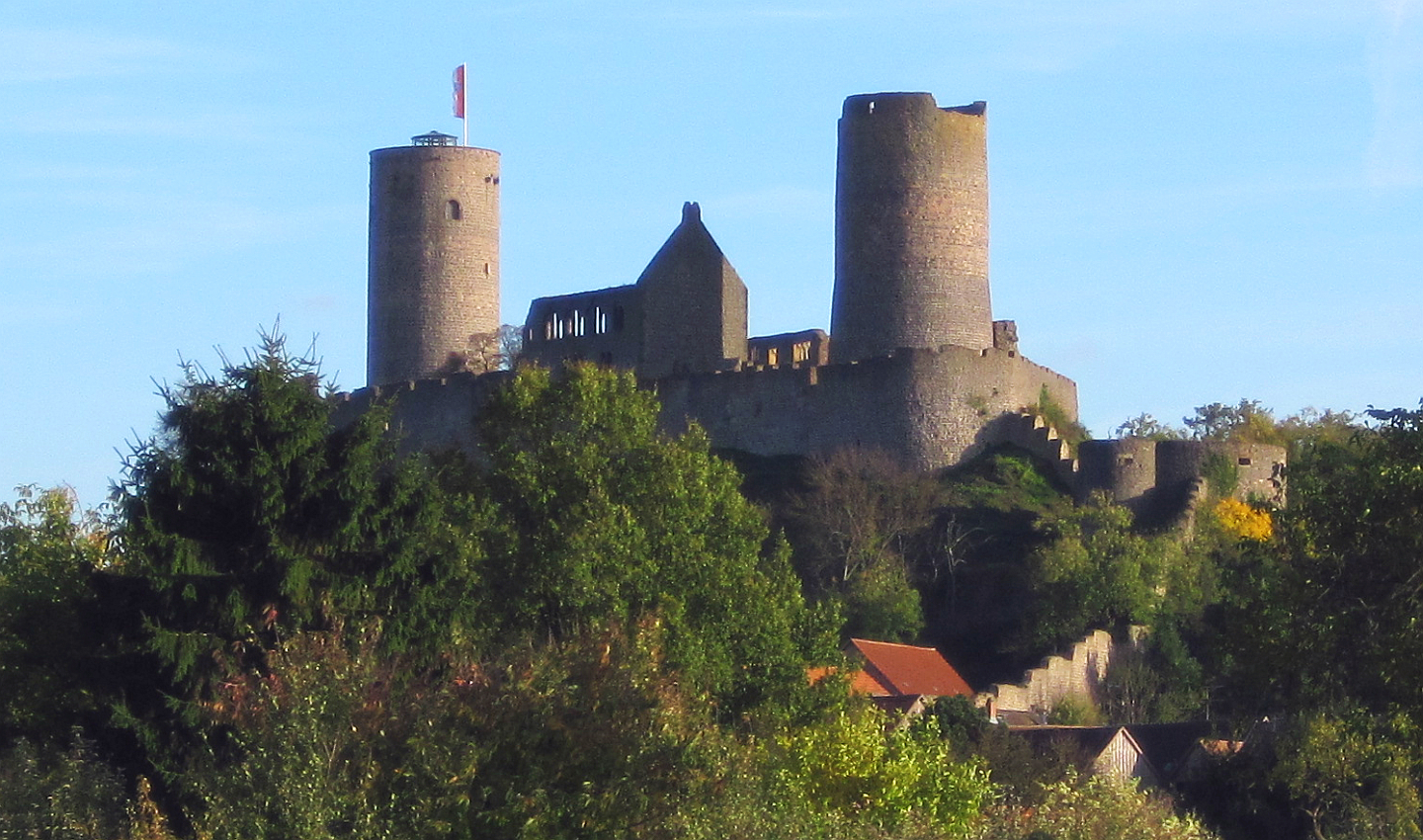
Burg Münzenberg mit der späteren Burgmauer
Ansicht von Norden

Die seit 1162 namentlich bekannte Burg Münzenberg, regional auch Münzenburg oder Wetterauer Tintenfass genannt, ist die Ruine einer Höhenburg auf dem 239 m ü. NHN hohen Münzenberg südlich des Ortes Münzenberg im hessischen Wetteraukreis. Sie ist eine der bedeutendsten aus dem Hochmittelalter stammenden Burganlagen Deutschlands.

## Lage
Die beiden hoch über den Ort aufragenden Bergfriede der Burg Münzenberg sind von den vorbeiführenden Bundesautobahnen A 45 und A 5 aus schon von weitem zu sehen. Sie markieren die Ost- und Westecke der zur Sicherung der nördlichen Wetterau auf einem ovalen Basaltrücken erbauten Kernburg.

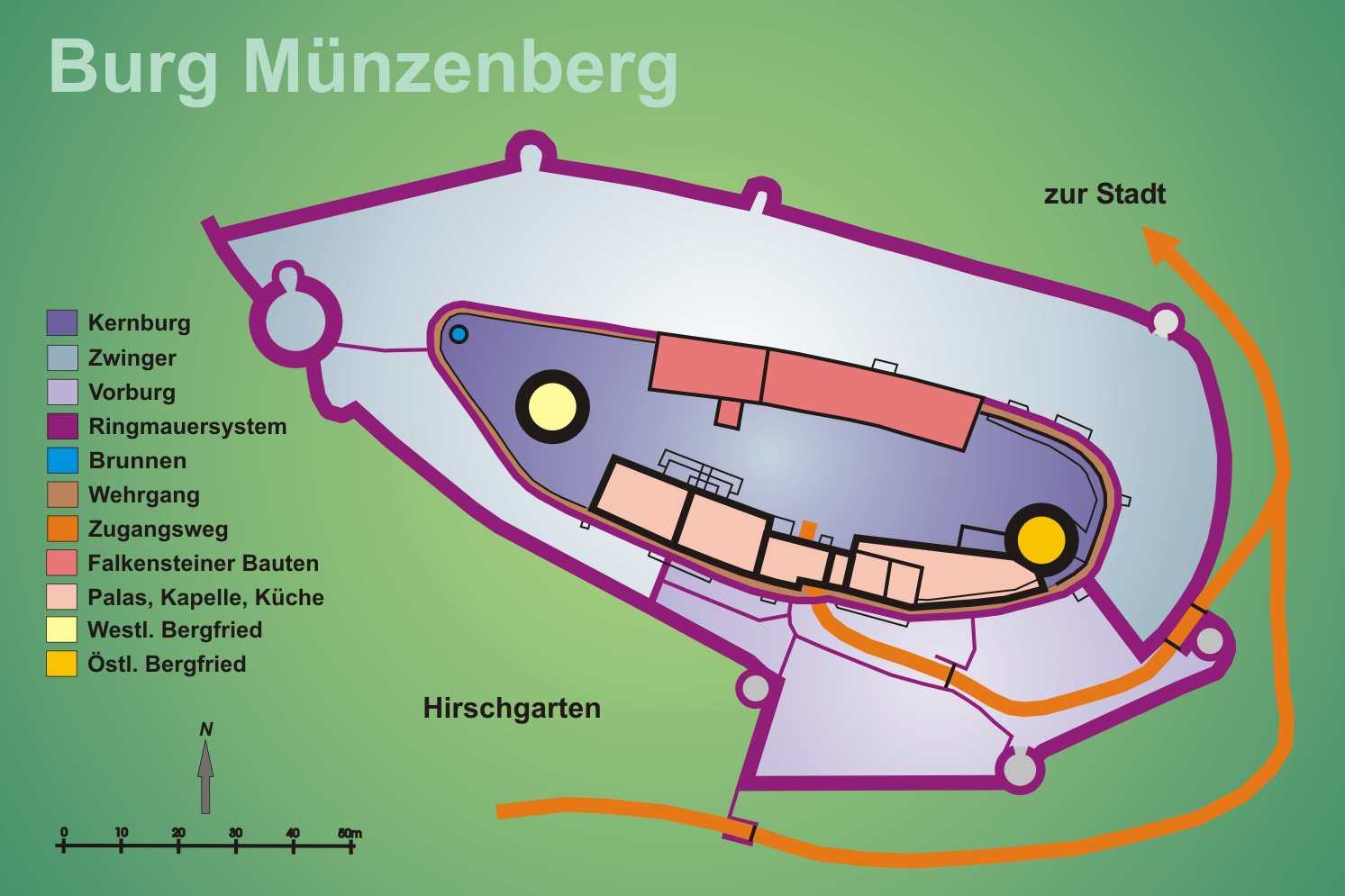
Plan der Burg Münzenberg

Die Burg Münzenberg ist über die gleichnamige Abfahrt 36 der A 45 östlich des Gambacher Kreuzes zu erreichen. Ein Besucherparkplatz ist südlich der Burg im Hattsteiner Hof angelegt. Von hier aus führt ein Fußweg durch ein Vortor zum eigentlichen Pfortenhaus. Ein weiterer Parkplatz befindet sich unterhalb der nördlichen Ringmauer.

## Geschichte

### Die Arnsburger und Münzenberger
Unweit östlich des Münzenbergs, nahe dem ehemaligen Kloster Arnsburg bei Lich, entstand um 1000 auf Veranlassung des salischen Ministerialen Kuno die Arnsburg auf einem Geländesporn am Steilufer der Wetter. 1064 heiratete Kuno von Arnsburg, Gefolgsmann des Kaisers Heinrich III., Mathilde von Beilstein. Deren Erbtochter Gertrud von Arnsburg ehelichte Eberhard von Hagen aus der Dreieich. Die beiden wählten als Wohnsitz die Arnsburg und nannten sich fortan von Hagen und Arnsburg. Ihr Enkelsohn Konrad II. und dessen Frau Luitgart stifteten 1150 auf dem Gelände eines ehemaligen Römerkastells unweit ihrer Burg das Benediktinerkloster Altenburg, das zur Abtei Fulda gehörte. Als Ausgleich erhielten sie von Fulda 1151 den unbesiedelten Münzenberg und verlegten nach 1156 ihren Sitz in die dort neu errichtete Burg. Ihr Sohn Kuno I. nannte sich bereits von Münzenberg. Mit seinem Namen wurde 1162 die neue Stammburg erstmals in einer Urkunde Kaiser Friedrich Barbarossas erwähnt.

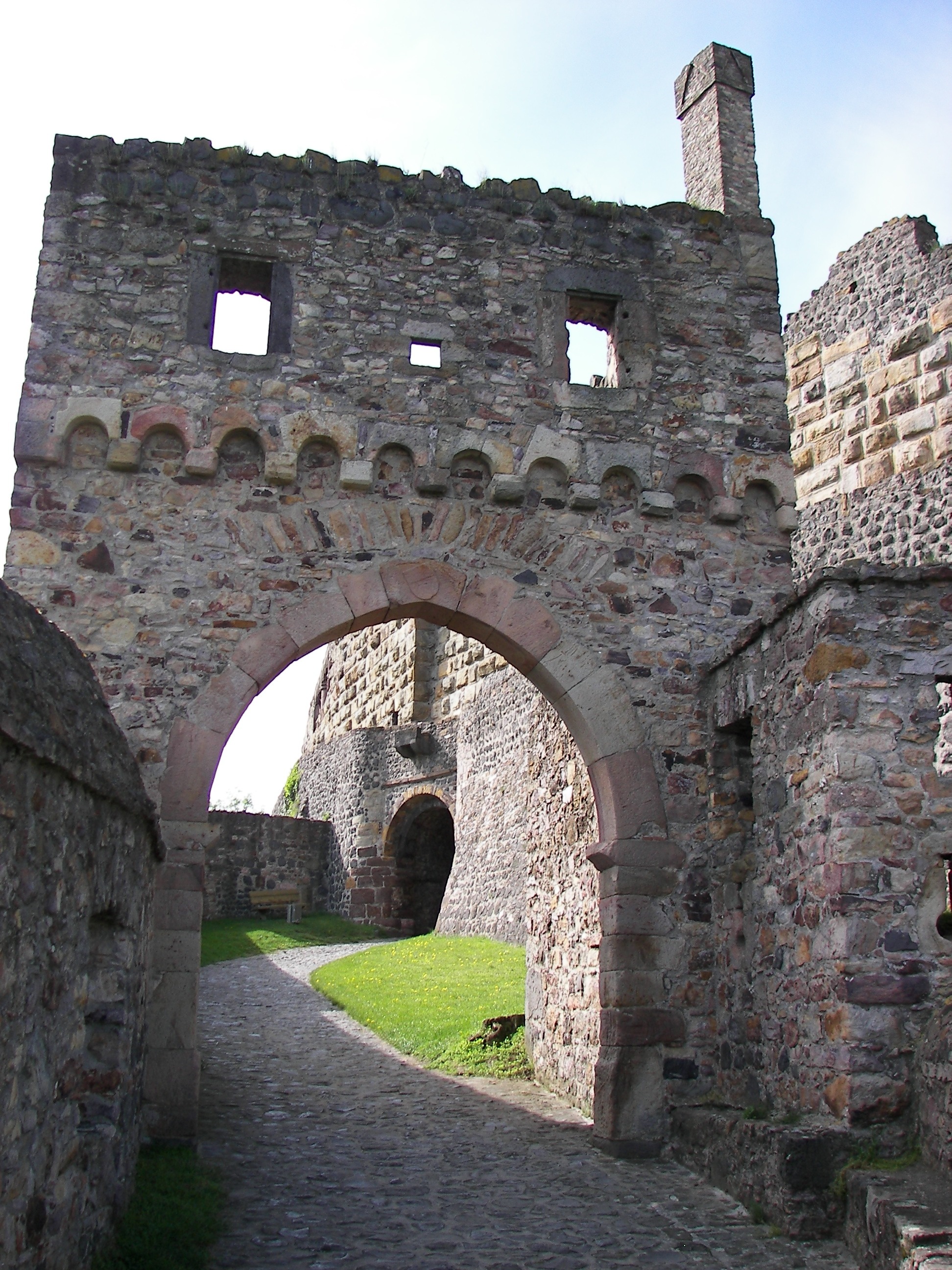
Tor von Wappen Münzenberg
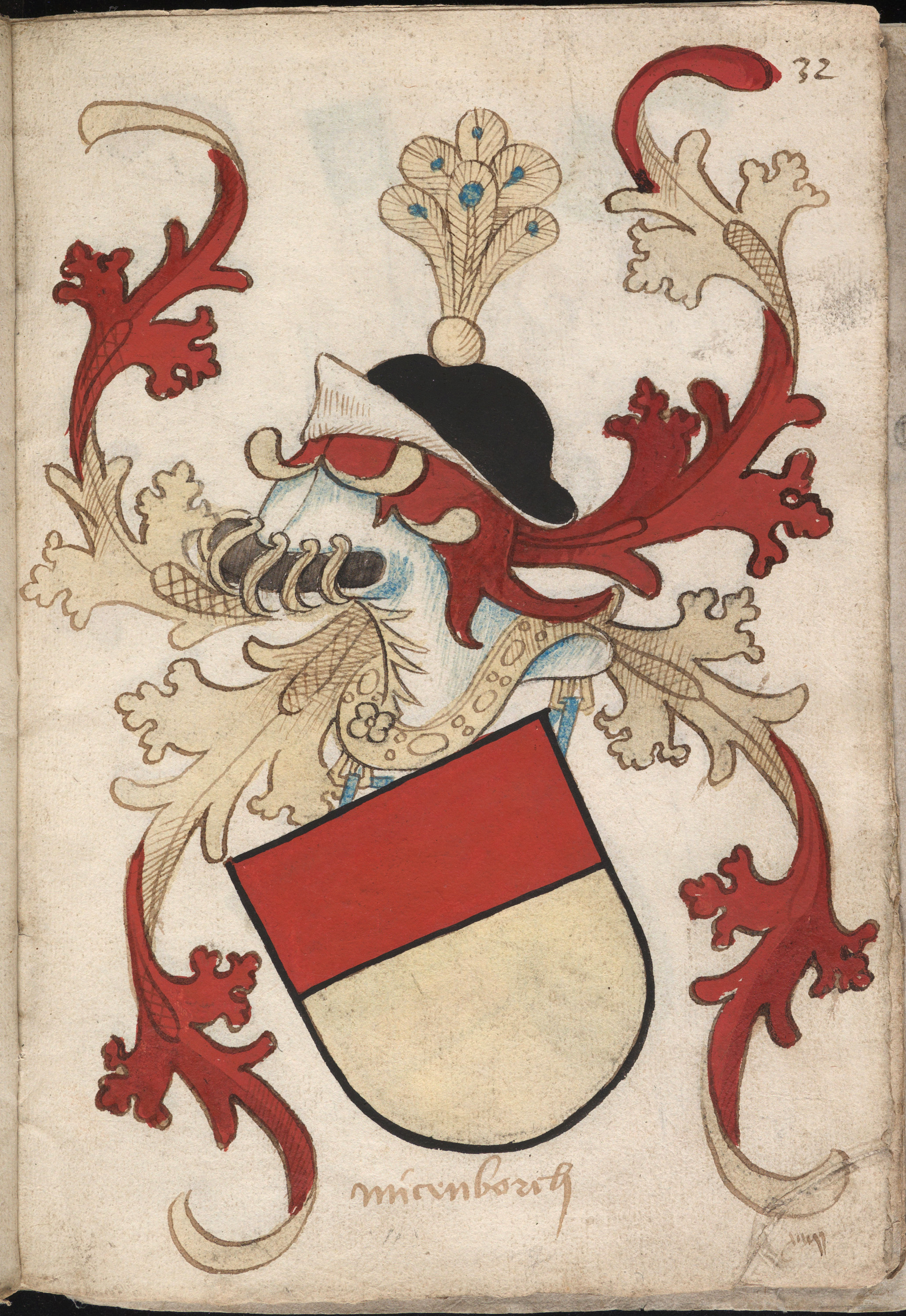
Wappen von Münzenberg (ca. 1490)
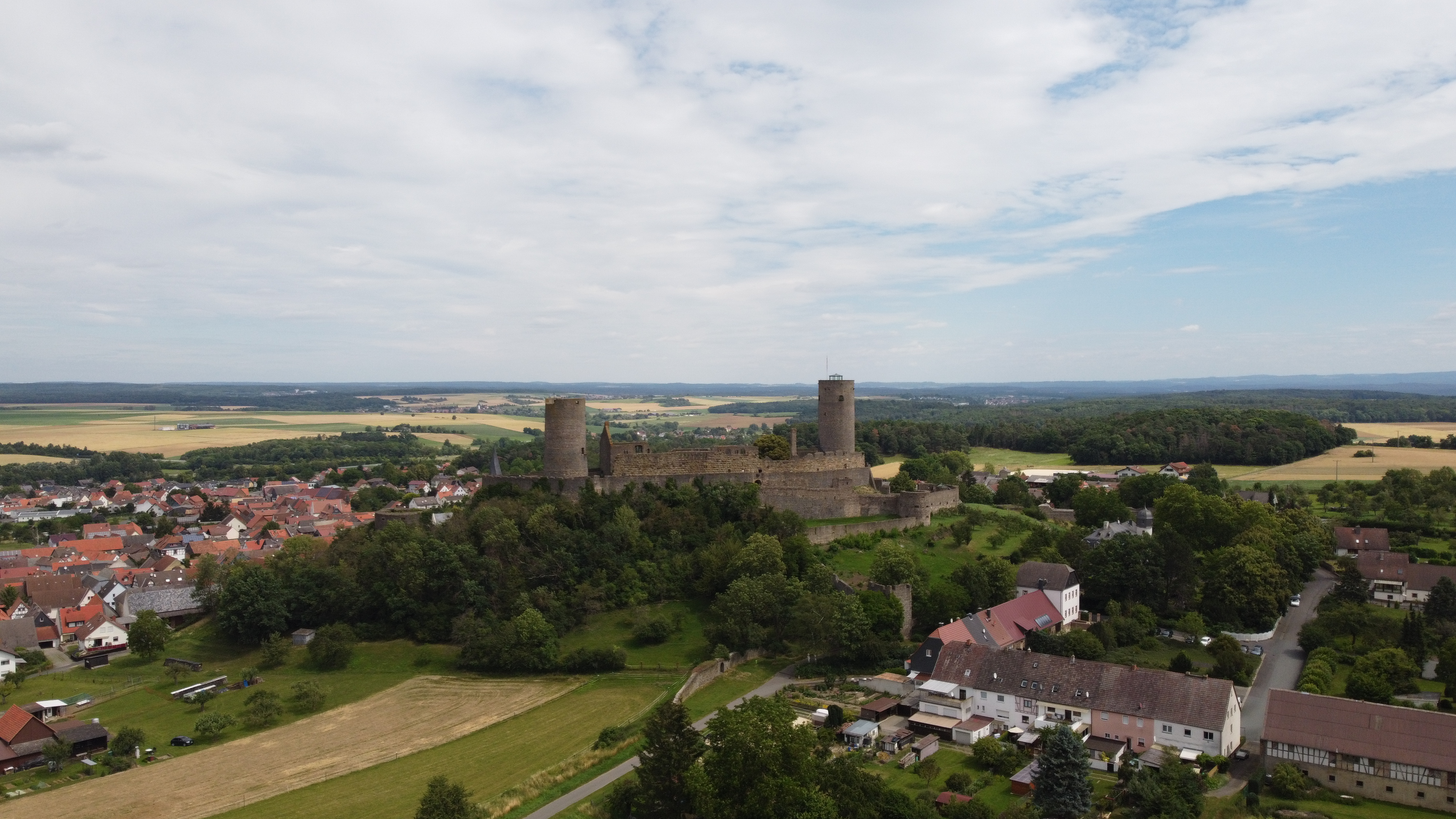
Luftbild der Burg Münzenberg (2020)

Der Ausbau der Burg durch Kuno I. von Hagen-Münzenberg ab Mitte der 1150er Jahre und die damit einhergehende Entwicklung des gleichnamigen Ortes zu ihren Füßen konnte sicherlich nur mit Duldung Kaiser Barbarossas erfolgen und ist im Rahmen der kaiserlichen Politik zu sehen, die aus der Wetterau eine terra imperii, ein kaiserliches Reichsland, machen wollte. Kuno I. von Münzenberg begleitete als königlicher Kämmerer wiederholt Kaiser Barbarossa auf dessen Italienreisen und hielt sich auch sonst häufig in seiner Nähe auf. Sein Aufstieg zum einflussreichen Herrscher über die Wetterau war unaufhaltsam. Seine Parteinahme für die Staufer brachte er im Deutschen Thronstreit von 1198 deutlich zum Ausdruck, als er sich für Philipp von Schwaben, den Bruder des ein Jahr zuvor verstorbenen Kaisers Heinrich VI., als dessen Nachfolger starkmachte.
Die Bauzeit der heute sichtbaren staufischen Bauteile ist in der Forschung umstritten. Allgemein wird angenommen, dass in der Zeit Kunos I. wesentliche Teile der Ringmaueranlage um die Kernburg, der romanische Palas, der östliche Bergfried, der Torbau mit der darüber liegenden Kapelle und Teile des Küchenbaus entstanden. Spätestens 1174 soll die romanische Bauphase geendet haben, ohne dass die Ringmauer vollendet wurde. Der Palas blieb unverputzt, der Küchenbau ein Torso. Da Kuno I. nach 1170 wichtige Güter und Rechte in der Wetterau erwarb, könnte Geldmangel der Grund für das plötzliche Ende der Baumaßnahmen an seiner Burg sein. Hierfür spricht auch, dass er 1174 die alte Stammburg der Familie von Arnsburg bei Lich an das Kloster Eberbach abgab, das dort Zisterzienser ansiedelte. Es gibt aber auch eine ebenfalls stilkritisch argumentierende wesentlich spätere Datierung zum Ende des 12. Jahrhunderts, nach der die nach dem Tod Kaiser Heinrich VI. ausbrechenden Thronstreitigkeiten die Fertigstellung verhindert hätten.
1207 starb Kuno I. Sein Enkel Ulrich II. von Münzenberg blieb kinderlos, sodass mit dessen Tod 1255 die männliche Linie der Reichsministerialen von Münzenberg ausstarb.

### Die Falkensteiner
Das Erbe Ulrichs II. wurde unter seinen Schwestern aufgeteilt, wobei Isengard von Münzenberg die Burg samt zugehöriger Ländereien in ihre Ehe mit  Philipp von Falkenstein einbrachte.
Um 1260 begann unter diesem neuen Burgherren wieder eine rege Bautätigkeit. Der später nach ihm benannte nördliche Palas wurde errichtet, der Küchenbau vollendet, die Ringmauer geschlossen, deren bestehende Teile erhöht und schließlich ein zweiter Bergfried im westlichen Teil der Kernburg gebaut.
1296 verließen die Reichsministerialen von Falkenstein endgültig die Burg Münzenberg und siedelten nach Lich um. 1418 starb mit dem Tod des Erzbischofs von Trier, Werner von Falkenstein, das Geschlecht derer von Falkenstein aus. Die Herren von Solms erbten die Burg Münzenberg ebenso wie deren Ländereien.

### Die Solmser

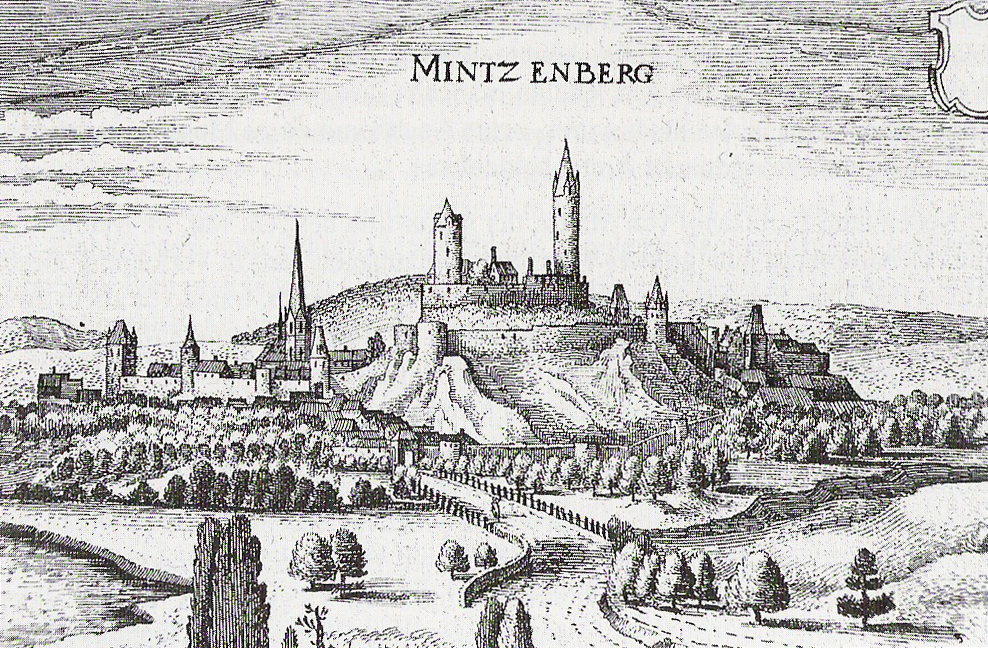
Burg Münzenberg in einem Kupferstich von Matthäus Merian um 1620

Nach 125 Jahren Leerstand gab es um 1424 wieder Aus- und Umbaumaßnahmen an der Burg Münzenberg zu vermelden. Der neue Burgherr Bernhard von Solms-Braunfels ließ zunächst einen Portenturm errichten, wahrscheinlich das heute Mitteltor genannte Bauwerk. Es folgten die äußere Zwingeranlage mit Vorburg und die äußere Ringmauer mit einem Vortor. 1514 begannen die Herren von Solms-Lich, deren Linie sich kurz zuvor von den Braunfelsern abgespalten hatte und nun die Burg Münzenberg besaß, mit Umbauten des romanischen Burgteils im Stil der zeitgemäßen Spätgotik. Außerdem wurden der unter der Burgkapelle hindurchführende Tunnel erweitert, um Lafetten die Zufahrt zur Kernburg zu ermöglichen, und eine große westliche und vier kleinere Batterietürme in die äußere Ringmauer eingefügt. So zeichnete sie etwa 1620 Matthäus Merian noch mit Bergfrieden, die spitze Dächer trugen. Gut zu erkennen sind auch der westliche Batterieturm und der Portenturm.
Der Ausbau der Burg Münzenberg zur wehrhaften Festung konnte jedoch den Ansturm des Dreißigjährigen Krieges nicht aufhalten. Um 1621 quartierten sich auf der Burg Truppenteile der spanischen Habsburger ein, die von hier aus 1622 zur Schlacht bei Fleurus ausrückten. 1628 schließlich beschossen Soldaten des kaiserlichen Feldherrn Wallenstein die Burg und fügten ihr große Schäden zu. Am Ende des Krieges 1648 stand Burg Münzenberg nur noch als Ruine auf dem Basaltrücken.
An einen Wiederaufbau durch die Solmser Herrschaft war nicht zu denken. In den gräflichen Unterlagen der Zeit nach 1648 finden sich keine Posten mehr für Bau- oder Erhaltungsmaßnahmen an der Burg. Allerdings wurden mehrfach Personen, die die Burg als Steinbruch nutzten, mit Strafen belegt. Die Burg verfiel zusehends.

### Erhaltung der Ruine

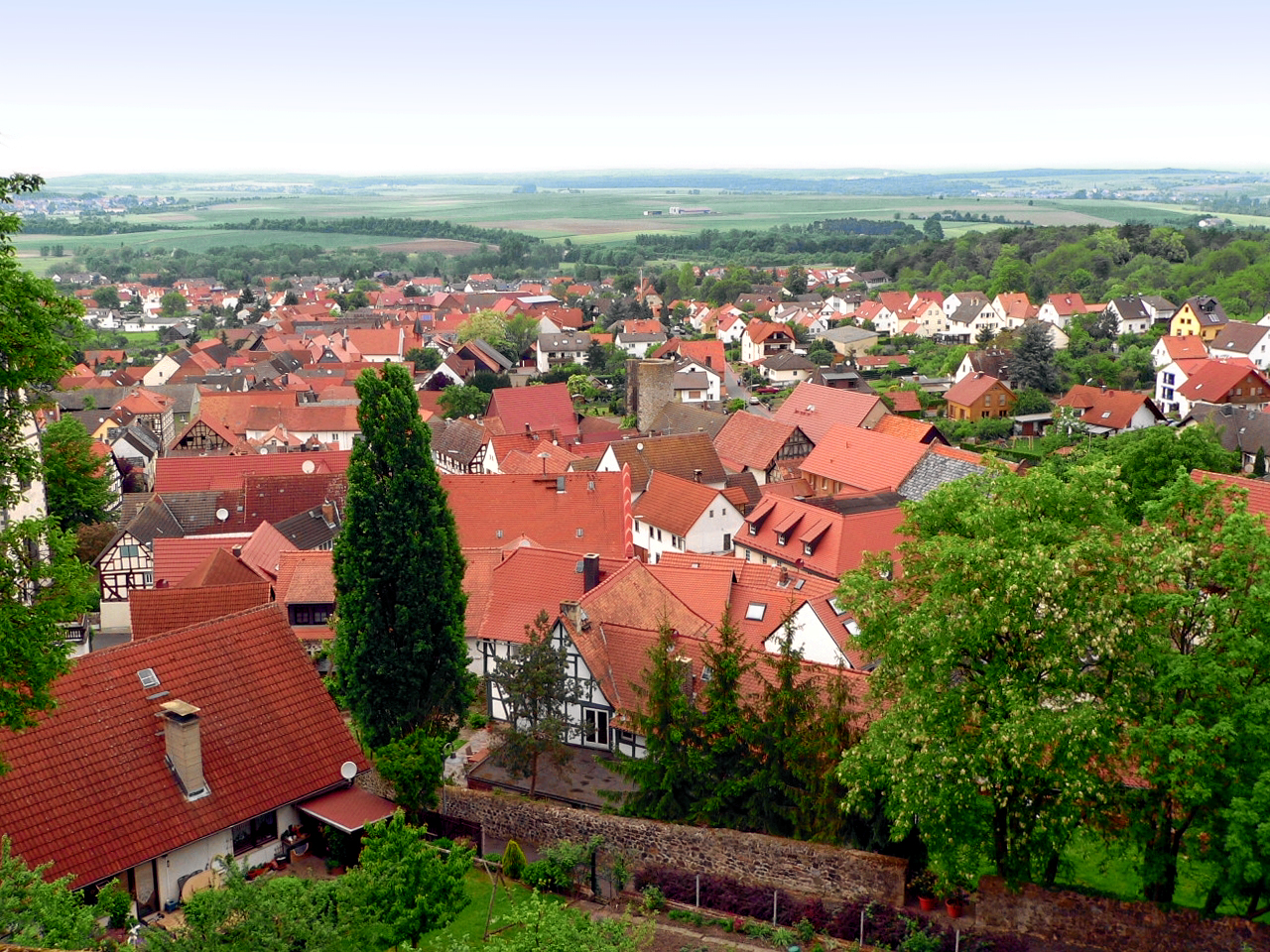
Blick auf Münzenberg vom Wehrgang aus

1846 begann man mit der Restaurierung einzelner Burgteile und Sicherung des Mauerwerks. Schon ein Jahr später war der östliche Bergfried besteigbar. Fallen ließ man jedoch Pläne, die eine romantische Wiederherstellung der Burg vorsahen. Nach 1894 begab man sich an den Austausch verwitterter Bauelemente wie Fenstersäulen. Die entnommenen Originale wurden im Lapidarium aufbewahrt. Etwa 1900 rekonstruierte man die Südfenster des Falkensteiner Baus. 1935 kam die Burg schließlich in den Besitz des Vorläufers des Landes Hessen, des Volksstaates Hessen. Ab 1960 wurden Erhaltungsarbeiten an der spätgotischen Küche ausgeführt, so zum Beispiel der eindrucksvolle Abzug der Esse wieder errichtet. Auch der fast umlaufende Wehrgang der Kernburg wurde wieder begehbar gemacht.
Grabungen, die um 1960 wenig nach Gesichtspunkten des Denkmalschutzes durchgeführt wurden und archäologische Schichten zerstörten, förderten Teile der früheren Eindeckung des Palas, des Ostturms und der Wirtschaftsgebäude des Falkensteiner Baus zutage.

## Heutige Nutzung
Die Burg Münzenberg gehört zum Bestand der Staatlichen Schlösser und Gärten Hessen. Sie wird nicht bewirtschaftet. Sie ist ganzjährig dienstags bis sonntags tagsüber für Besucher geöffnet. Der Eintrittspreis wird beim Betreten der Vorburg erhoben.
Im Rahmen des alljährlich im Juni stattfindenden Münzenberger Kultursommers werden durch den Verein Freundeskreis Burg & Stadt Münzenberg Theateraufführungen auf der Freilichtbühne der Kernburg inszeniert. Die Burg diente 1971 als Örtlichkeit für den Film Liebe ist nur ein Wort.
Ein Genehmigungsantrag für vier 200 Meter hohe Windkraftanlagen im 3,5 Kilometer entfernten Nachbarort Wohnbach wurde im Mai 2017 abgelehnt, u. a. da das Erscheinungsbild des Kulturdenkmals in der Landschaft durch Windkraftanlagen beeinträchtigt würde.
Seit 2002 findet an der Burg Münzenberg ein regelmäßiger Mittelaltermarkt statt. Nachdem die Veranstaltung zunächst noch auf der Burg stattfand, wird die Burg nun, aus Sicherheitsgründen, nur noch als Kulisse für die Veranstaltung genutzt. Seit 2012 finden hier mittelalterliche Vollkontaktkämpfe (Buhurt) statt; der Preis ist ein „Adler von Münzenberg“.

## Anlage

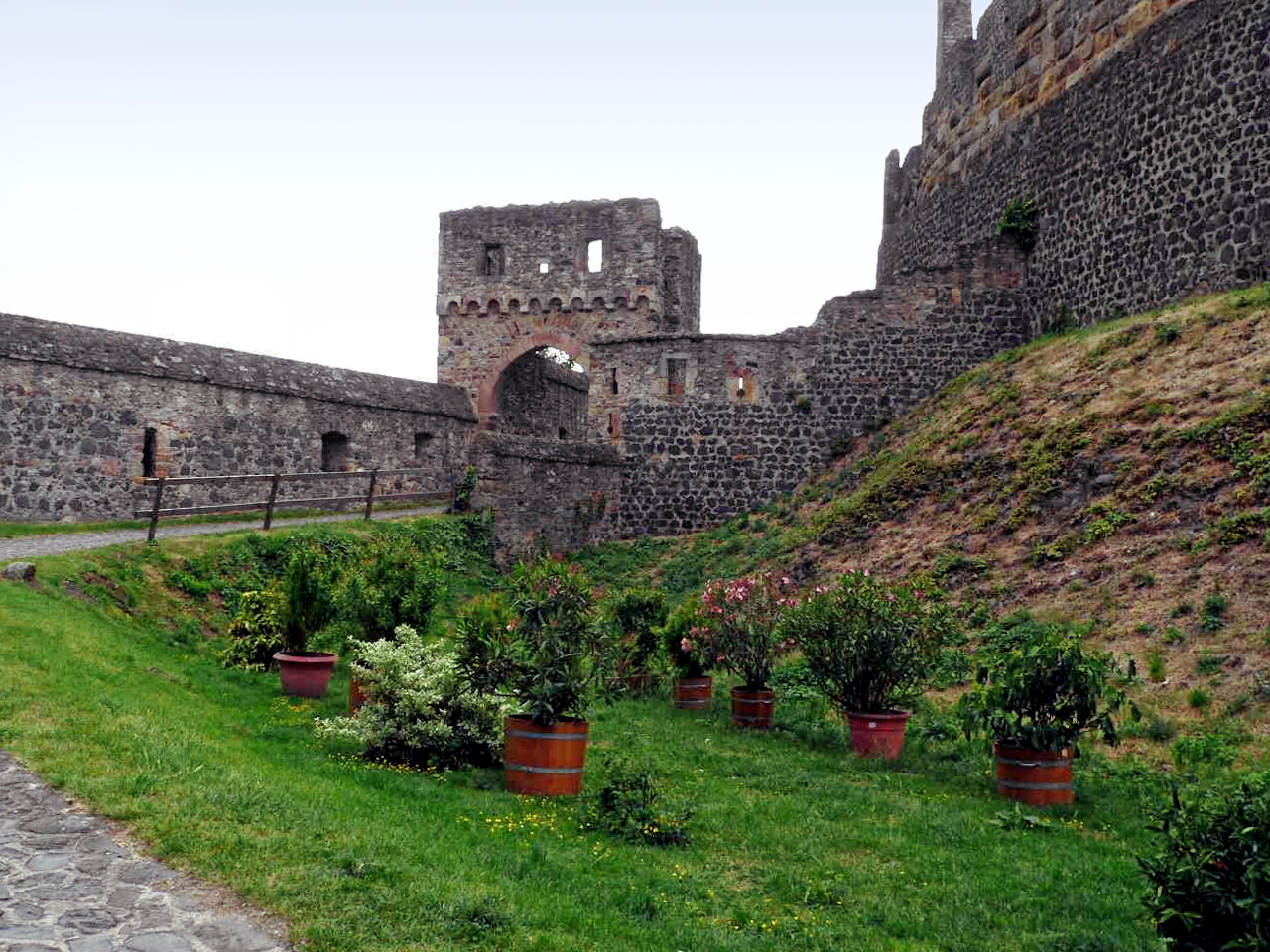
Burg Münzenberg; Vorburg mit Mitteltor

Zum Bau der Burganlage kamen vorwiegend roter und gelber Sandstein, der in den vier Kilometer entfernten Steinbrüchen bei Rockenberg gewonnen wurde, und Säulenbasalt, den der Burgberg selbst bereithielt, zur Verwendung. Aus dem Sandstein wurden sämtliche Buckelquader und Schmucksteine, aus dem gebrochenen Basalt haltbares Mauerwerk hergestellt.

### Vorburg und Zwinger
Durch das untere Tor des Pfortenhauses, in dem in heutiger Zeit die Kasse und eine moderne Toilettenanlage untergebracht sind, gelangt man in die Vorburg, die zusammen mit dem Süd- und dem Nordzwinger die Kernburg umgibt. Zwinger und Vorburg stammen aus dem 15. Jahrhundert und sind mit ihren Ring- und Quermauern reine Zweckbauten ohne besonderen Bauschmuck. Sie sollten feindliche Angreifer aufhalten und dadurch verwundbarer machen.
Schmuckvoller ist das Mittlere Tor, das die Vorburg in zwei etwa gleich große Hälften teilt. Über dem spitzbogigen Tordurchlass befindet sich ein auf Konsolen ruhender Fries mit zehn kleinen Rundbögen, darüber wiederum zwei rechteckige Beobachtungsfenster, die wahrscheinlich zum in Urkunden erwähnten aber nicht mehr vorhandenen Portenturm gehörten. Die Zufahrt zur Kernburg führt durch das Mittlere Tor zum Oberen Tor, das unter der Burgkapelle hindurch den Zugang in den inneren Burghof ermöglicht.

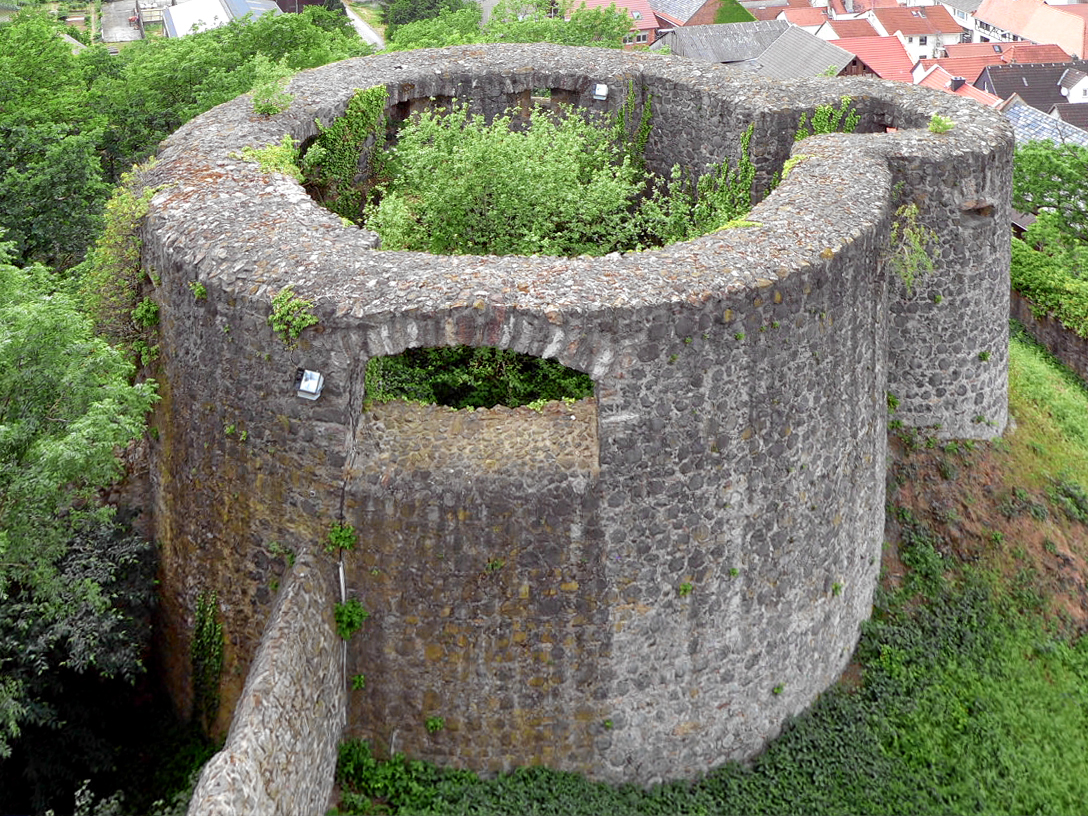
Burg Münzenberg; Batterieturm des Vorwerks

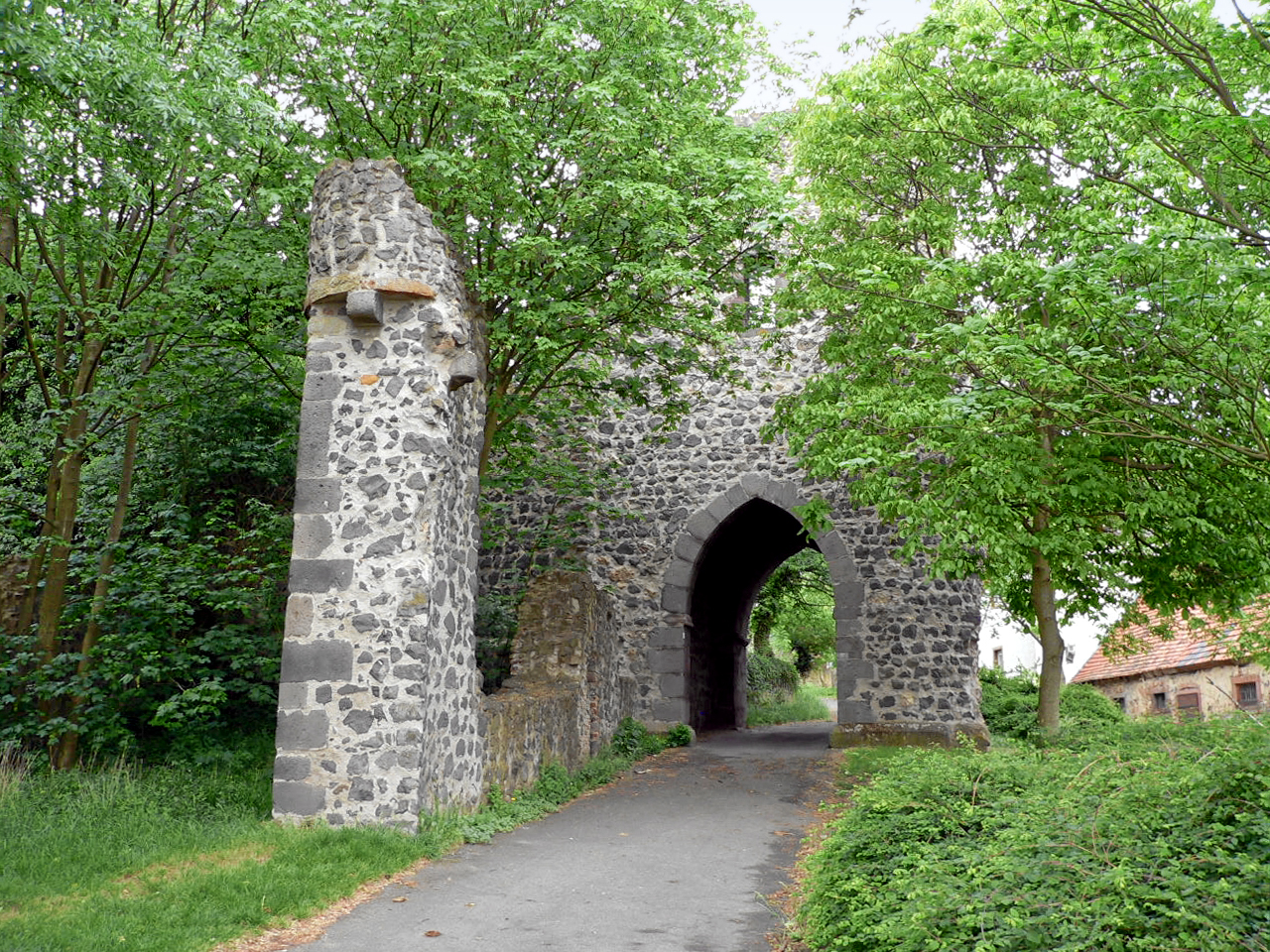
Burg Münzenberg; spätgotisches Vortor im Hirschgarten

### Vorwerk
An der Schnittstelle zwischen Süd- und Nordzwinger im Westen der äußeren Ringmauer befindet sich der etwa 1500 eingefügte runde, oben offene Batterieturm. Er diente zur Aufnahme eines schweren Artilleriegeschützes und stellt die letzte bauliche Anpassung der Burg an die fortschreitende Kriegstechnik der damaligen Zeit dar. Zu den Befestigungsanlagen des Vorwerks werden auch die in die äußere Ringmauer eingelassenen Schalentürme gezählt. Sie weisen bereits Schießscharten für Feuerwaffen auf und schützten die flacher abfallende Nordflanke der Burg und ihren Eingangsbereich.
Ebenfalls zum Vorwerk gehört eine weitere Schutzmauer vor der südlichen äußeren Ringmauer mit einem spätgotischen Vortor, das neben dem direkten Zugang zur Burg von der Stadt aus den Zugang von der unbesiedelten Landseite und dem am Fuß des Münzenberges gelegenen Hattsteiner Hof her ermöglicht. Von der Mauer, die teilweise auch den Hirschgarten abschirmte, sind nur Fragmente vorhanden, während das im gotischen Spitzbogen ausgeführte Tor erhalten ist.

### Kernburg
In den Innenhof der Kernburg gelangt man nur durch das Obere Tor von der Vorburg aus. Dieser mit einem Tonnengewölbe versehene Durchgang führt schräg nach oben unter der mächtigen Ringmauer und der Burgkapelle hindurch. Die Ringmauer, deren Aufbau hier deutlich zu sehen ist, besteht zunächst aus einem etwa drei Meter hohen Sockel aus Basaltbruch und bis zu zehn Reihen 40 bis 65 Zentimeter hohen Sandstein-Buckelquadern mit einem einheitlich zwei Zentimeter breiten, umlaufenden Randbeschlag. Die bis zu 30 Zentimeter vor den Randbeschlag ragenden grob behauenen Buckel verstärken den wehrhaften Eindruck ebenso wie die aufgesetzten Zinnen, die allerdings bei der Erhöhung der Ringmauer durch die Falkensteiner mit Basaltsteinen vermauert wurden. Auffällig ist ein vorspringendes Mauerstück über dem Torbogen. Er betont den Chorraum der Torkapelle und war bis zu ihrer Erhöhung um ein profanes Stockwerk im 13. Jahrhundert einziger optischer Hinweis auf ihre Existenz.
Betritt man den sich weit öffnenden Innenhof, erheben sich rechts und links die beiden die Gesamtanlage dominierenden Bergfriede und an der dem Torbogen gegenüber liegenden Ringmauer die Reste der Falkensteiner Bauten. Rechts der Torkapelle befindet sich der staufische Palas, links der Küchenbau genannte Wirtschaftsteil mit seinem hoch aufragenden Kamin.

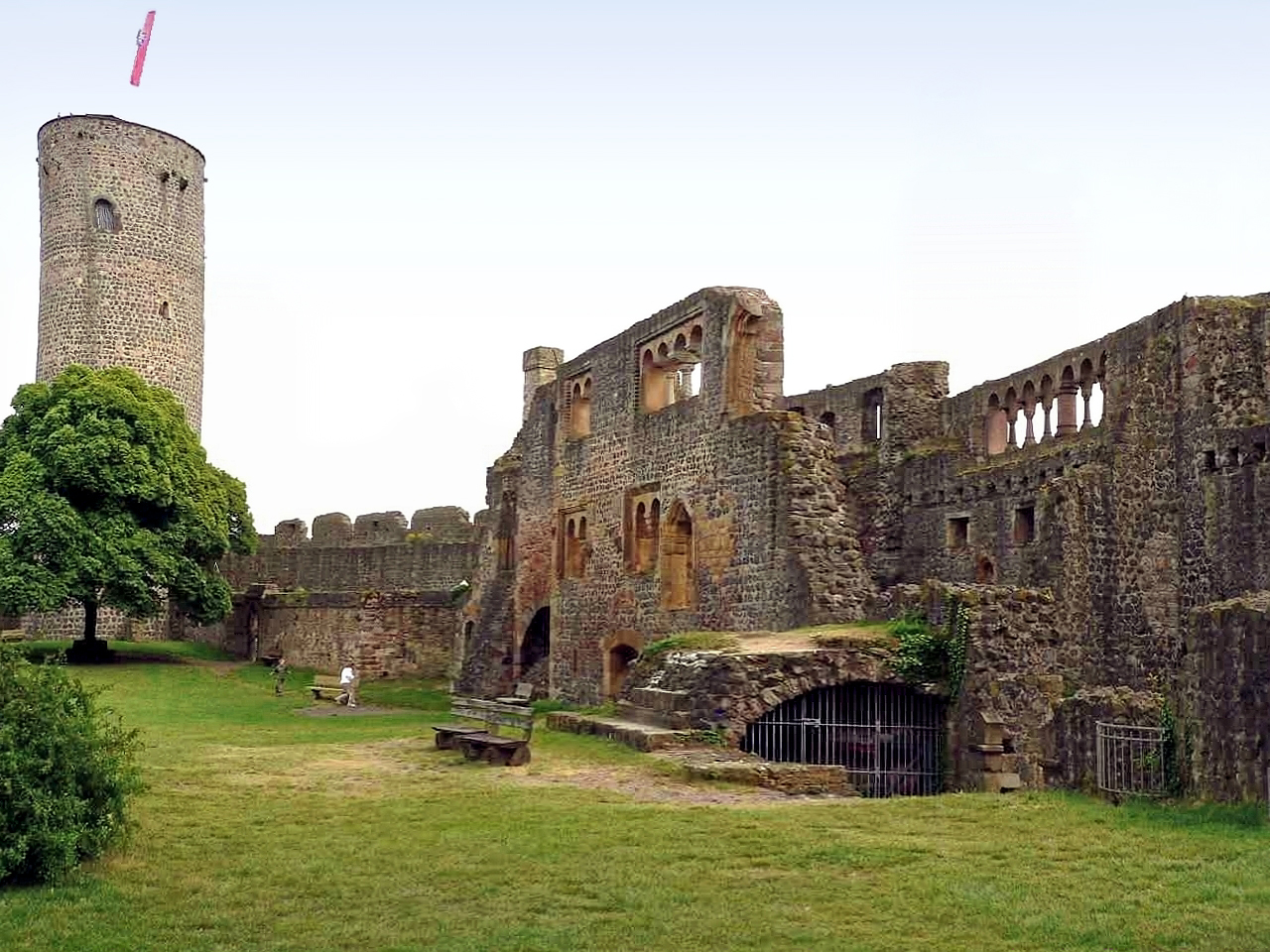
Burg Münzenberg; staufischer Palas und Ostturm

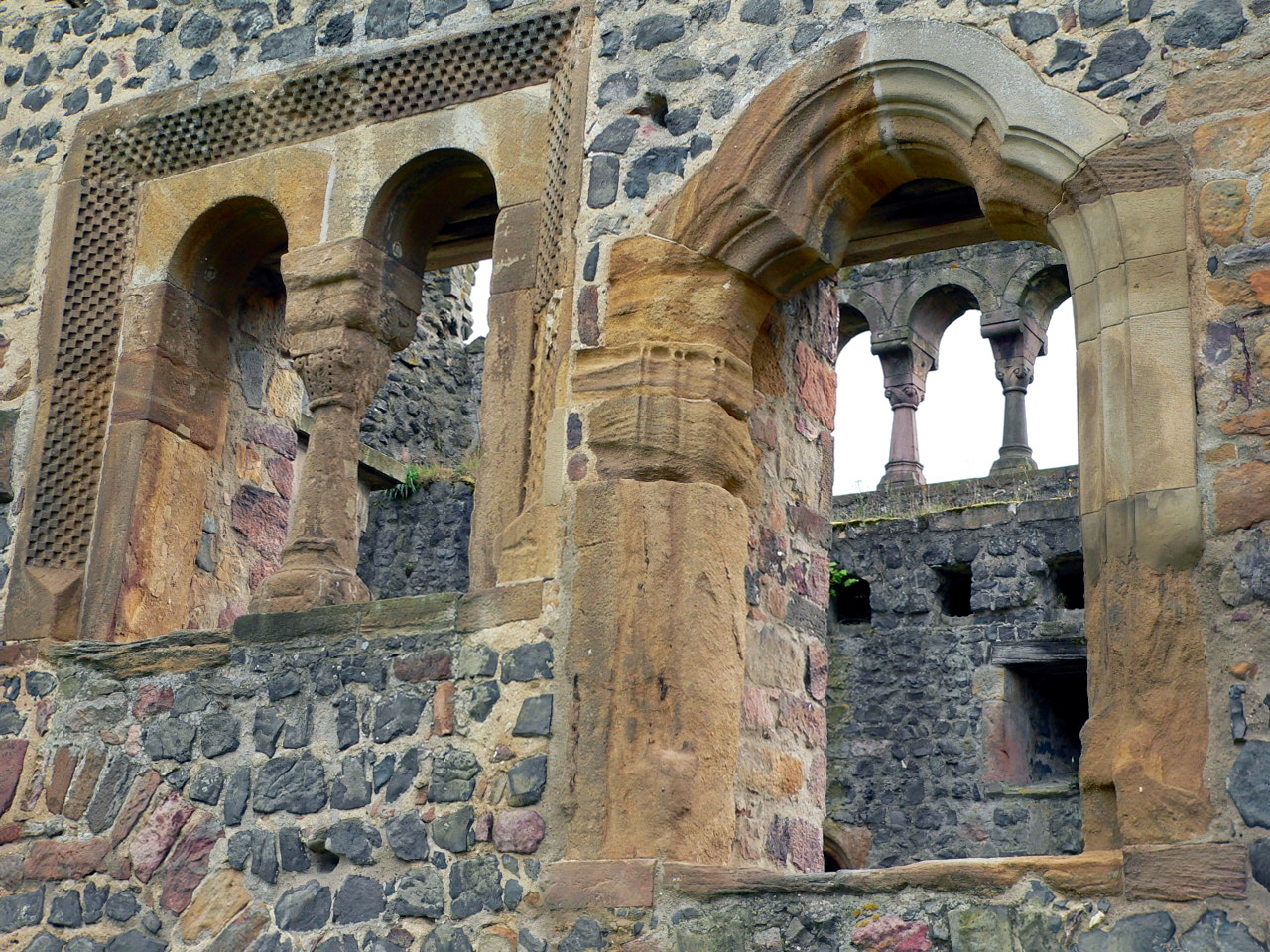
Burg Münzenberg; Fenster im staufischen Palas

#### Münzenberger Palas
Der aus der Ursprungszeit der Burg stammende Münzenberger Palas besteht aus einem östlichen und einem westlichen Bauteil. Ist letzterer nur noch an einigen Grundmauern und der aufragenden Rückwand zur Talseite hin zu erkennen, ist der östliche Bauteil gut erhalten. Hof- und Talfront bilden einen ehemals dreigeschossigen Saalbau. Jeweils im Obergeschoss befinden sich eindrucksvolle acht- beziehungsweise zwei- und vierbogige Arkadenfenster mit reichem Schmuck. Das erste Obergeschoss weist zur Hofseite zwei, früher drei Doppelarkadenfenster auf. Beide Obergeschosse waren ursprünglich durch ein außen liegendes, hölzernes Treppenhaus miteinander verbunden und konnten durch Kleeblattbogenportale betreten werden. Das Portal im ersten Obergeschoss ist vollständig erhalten, das des zweiten nur als Bruchstück.
Im Inneren des Palas fallen die beiden aufwändig gearbeiteten Konsolen des ursprünglichen Kamins im Obergeschoss auf. Ähnliche befanden sich auf gleicher Ebene im benachbarten östlichen Bauteil. Diese beiden Räume waren die einzig heizbaren. Die darüber liegenden Säle mit den breiten Arkaden-Fensterreihen, die nicht auf Verschluss gearbeitet waren, konnten nur im Sommer benutzt werden.
Östlich an den Torkapellenbau schließt sich der weitläufige, schmucklose Küchenbau an, dessen Reste, besonders der hoch aufragende Kamin, eine Nutzung als Küche vermuten lassen. Dies ist jedoch nicht belegt. Von hier aus gelangt man über eine neuzeitliche Treppe in den östlichen Bergfried. Zwischen Küchenbau und Torkapellenbau befindet sich ein Treppendurchgang, über den man den umlaufenden Wehrgang erreicht.

#### Falkensteiner Bau

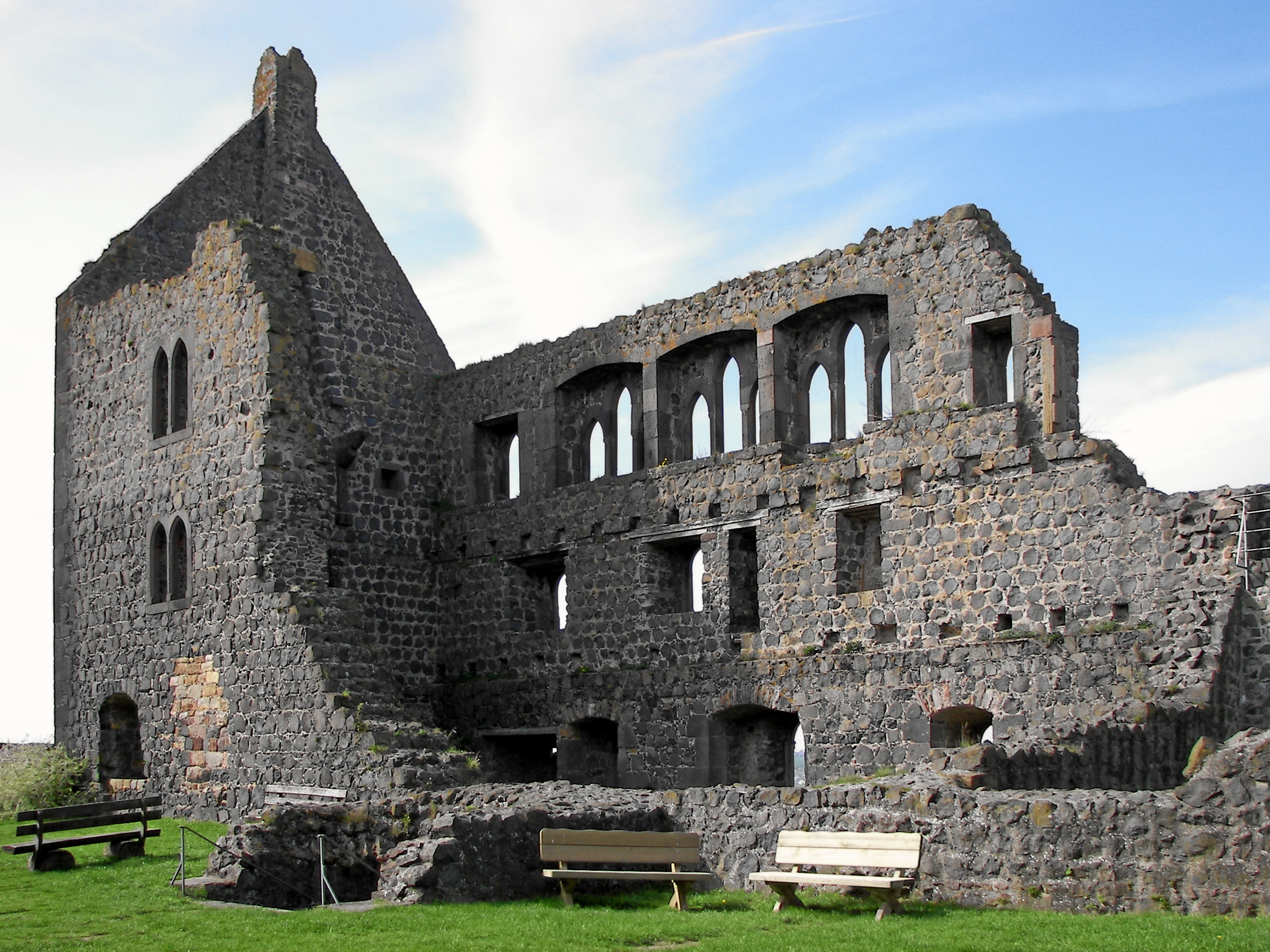
Burg Münzenberg; Falkensteinbau

Der unter Philipp von Falkenstein 1260 erbaute Palas erstreckt sich zur Stadtseite hin entlang der nördlichen Ringmauer. Erhalten sind Rück- und westliche Giebelwand, während von der Hoffassade und der östlichen Giebelwand nur noch Fragmente vorhanden sind. An der Innenseite der fensterlosen westlichen Giebelwand befinden sich übereinander zwei offene Kamine mit einem gemeinsamen Schornstein. Ein kleiner Teil der Hofseite mit zwei Doppelarkadenfenstern wurde um 1900 rekonstruiert und stellt nicht unbedingt die frühere Ansicht dar. Dahingegen ist die reich gegliederte Rückfront in originalem Zustand. Besonders aufwändig ist die Fensterreihe im Obergeschoss gestaltet. Drei dreifache Arkadenfenster bilden eine geschlossene Reihe, wobei jeweils das mittlere der Spitzbogenfenster seine Nachbarn um ein Drittel überragt. Flankiert wird die Arkadenreihe rechts von einem einfachen, deutlich kleineren Spitzbogenfenster und links von einem schmuckvollen Doppelarkadenfenster.
Ein flaches, nicht zugängliches Treppengewölbe führt unter der ehemaligen Hoffassade hindurch in das Untergeschoss des Falkensteiner Baus.

#### Bergfriede

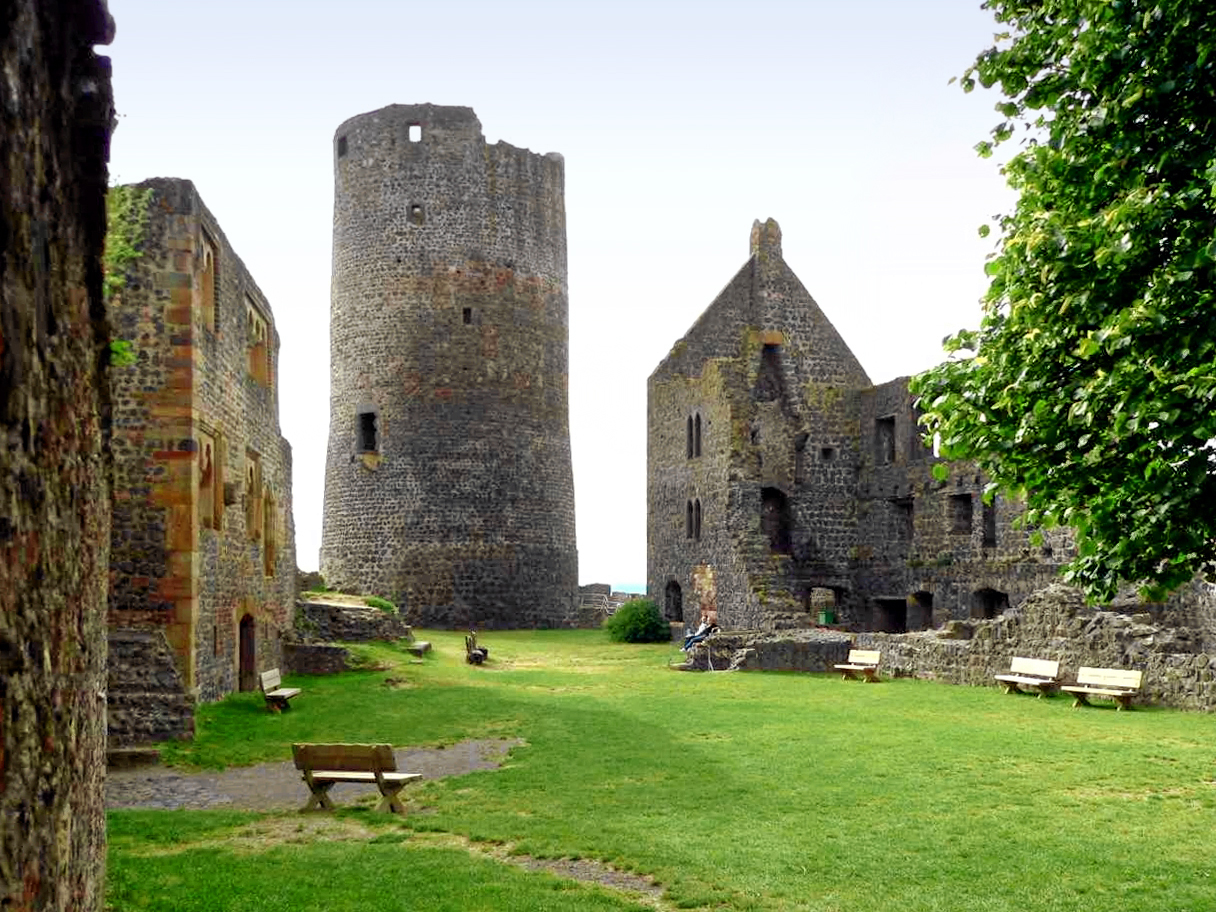
Burg Münzenberg; Innenhof der Kernburg mit westlichem Bergfried

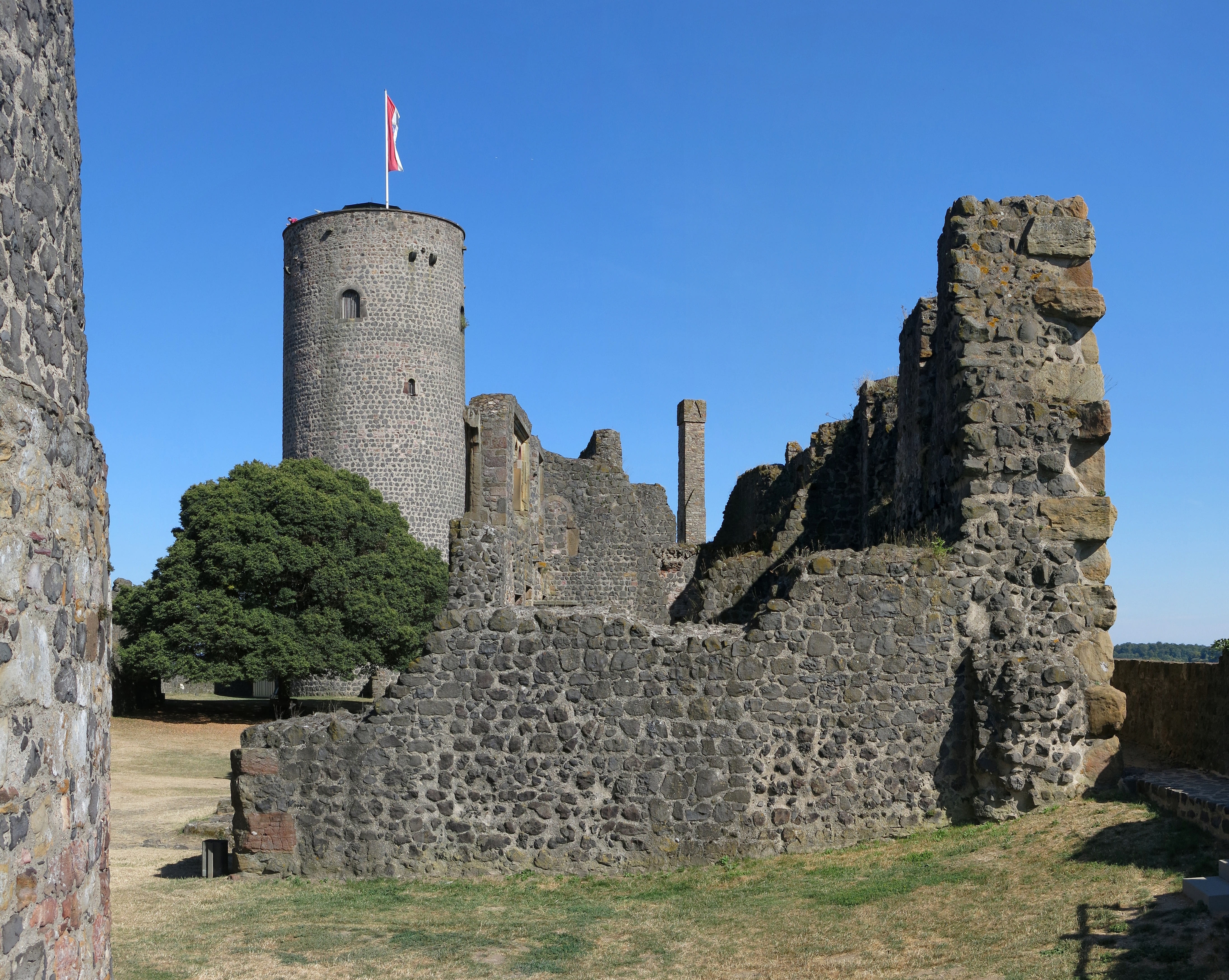
Östlicher Bergfried, Alte Linde und Palas von Westen

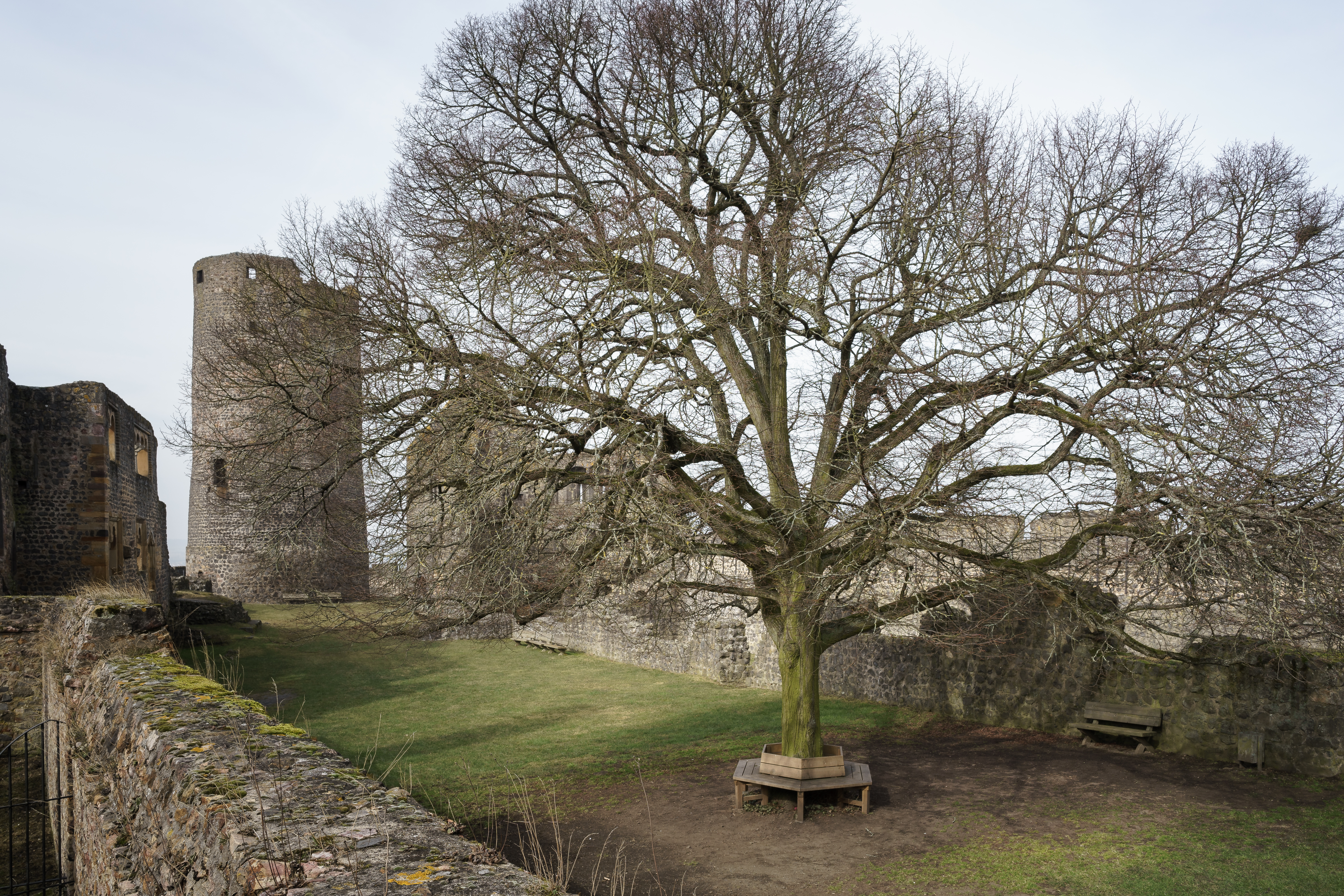
Alte Linde

Der in der ersten Bauphase zwischen 1151 und 1156 errichtete östliche Bergfried war ursprünglich niedriger, als er sich heute zeigt. Um 1260 wurde er um ein weiteres Geschoss erhöht und mit einem Spitzdach versehen, das aber den Dreißigjährigen Krieg nicht überstand. Der Hocheingang befindet sich in 8,5 Metern Höhe. Er ist heute entlang der zum Burghof angrenzenden Mauer über eine Sandsteintreppe und von dieser über eine am Turm hochführende Metalltreppe erreichbar. Die Mauerdicke auf der Eingangsebene beträgt 3,4 Meter. Sie nimmt nach oben hin in drei Stufen ab. Der bis zur Brüstung etwa 30 Meter hohe Turm hat einen Außendurchmesser von 11,5 Metern und im Türbereich einen Innendurchmesser von 5,20 Metern. Im Innern führt eine aus Eichenholz gebaute freistehende Treppe über insgesamt 98 Stufen und etliche Absätze zur etwa 29 Meter hoch liegenden Aussichtsplattform. Der Treppenaufgang ist durch eine oberhalb der Plattform aufgesetzte drei Meter hohe, achteckige Glaspyramide vor Wetter geschützt. 2019 wurde die Metalltreppe zum östlichen Bergfried saniert.

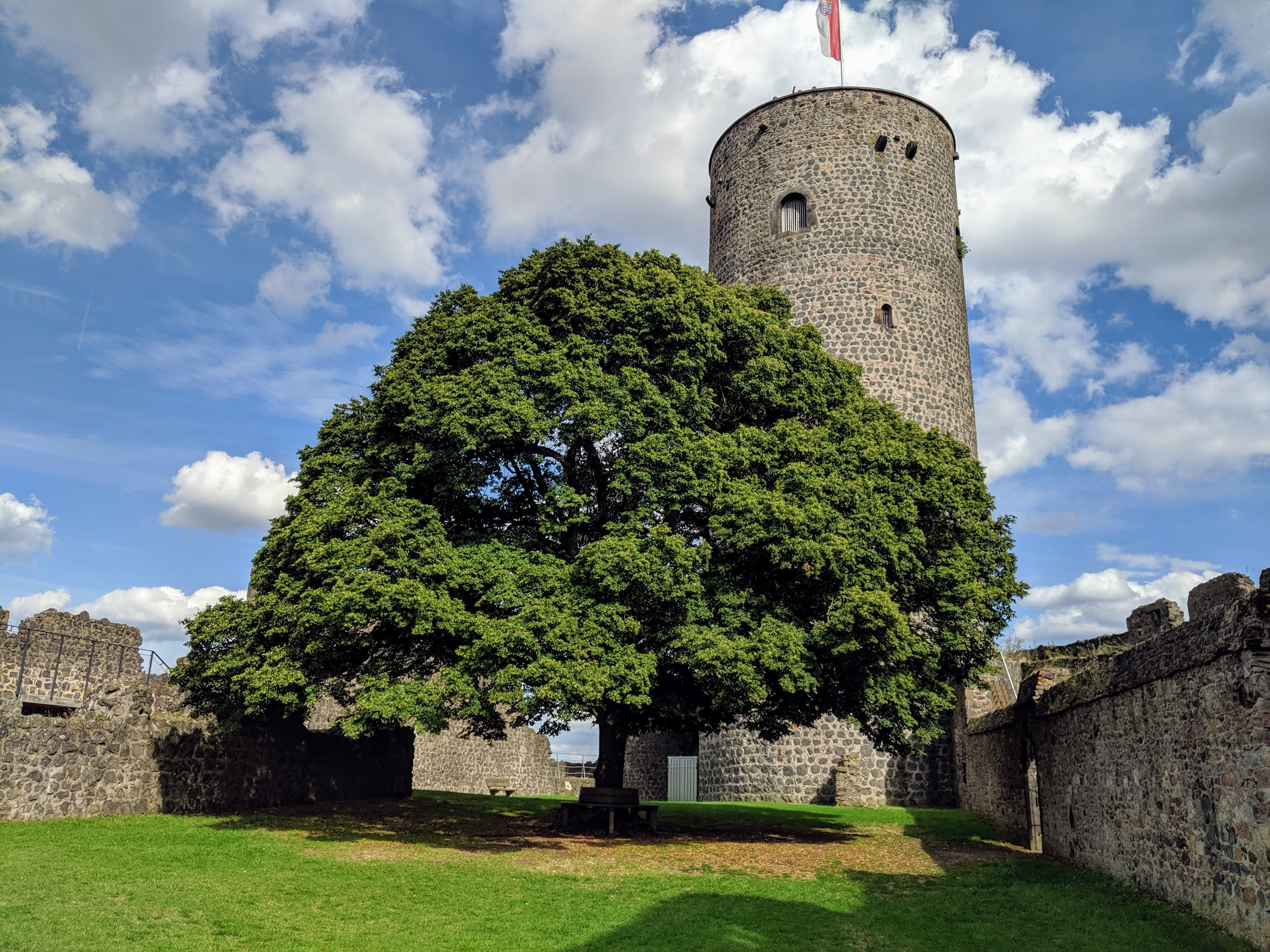
Östlicher Bergfried, im Vordergrund die alte Linde (2019)

Der um 1260 errichtete westliche Bergfried hat einen Hocheingang in etwa zehn Metern Höhe, ist aber nicht öffentlich zugänglich. Der zylindrische, sich nach oben leicht verjüngende Turm wurde, wie der Ostturm, später erhöht und ebenfalls mit einem Spitzdach versehen, wahrscheinlich aber erst um 1500.